# Голкохвіст новогвінейський
Голкохві́ст новогвінейський (Mearnsia novaeguineae) — вид серпокрильцеподібних птахів родини серпокрильцевих (Apodidae). Ендемік Нової Гвінеї.

## Опис
Довжина птаха становить 11,5 см. Голова і верхня частина тіла синювато-чорні, блискучі, живіт і гузка білі, нижня сторона крил темна зі світлою центральною смугою. Хвіст має округлу форму, кінчики стернових пер на кінці являють короткі голі стрижні, не помітні в польоті.

## Підвиди
Виділяють два підвиди:
- M. n. buergersi (Reichenow, 1917) — північ Нової Гвінеї;
- M. n. novaeguineae (D'Albertis & Salvadori, 1879) — південь Нової Гвінеї.

## Поширення і екологія
Новогвінейські голкохвости мешкають в Індонезії і Папуа Новій Гвінеї. Вони живуть у вологих рівнинних тропічних лісах, на узліссях і в садах. Зустрічаються на висоті до 500 м над рівнем моря. Живляться комахами, яких ловлять в польоті. Гніздяться в дуплах дерев.